# Effetto Kulešov
L'effetto Kulešov è un fenomeno cognitivo del montaggio cinematografico dimostrato dal cineasta russo Lev Vladimirovič Kulešov negli anni venti.
Kulešov fece un esperimento che dimostrò che la sensazione che un'inquadratura trasmette allo spettatore è influenzata in maniera determinante dalle inquadrature precedenti e successive. L'effetto Kulešov fu quindi la dimostrazione della grande importanza del montaggio nella comprensione di ciò che appare in una sequenza cinematografica e fu fondamentale per la formulazione delle prime teorie sul montaggio stesso.
Tuttavia non esistono documenti o prove su questo esperimento, poiché il materiale filmico andò distrutto durante la Seconda guerra mondiale, e non c'è nemmeno la certezza che l'esperimento sia realmente avvenuto nei termini in cui è stato descritto, considerando che le testimonianze di chi vi prese parte divergono su alcuni particolari.

## L'esperimento

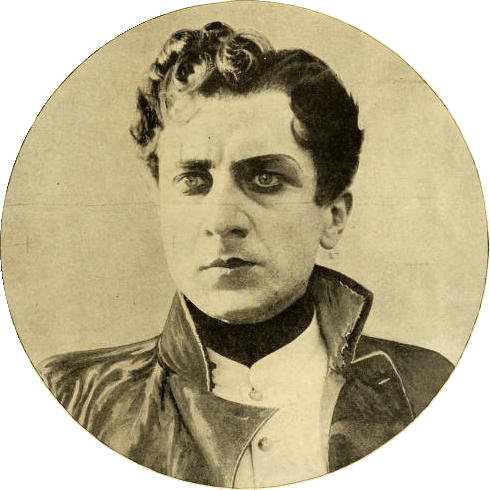
Ivan Mozžuchin in una foto del 1917

Poco dopo la rivoluzione russa del 1917, Kulešov dirigeva una scuola di cinema tra i cui allievi c'erano i cineasti Vsévolod Pudovkin e Sergej Ejzenstejn. Nel 1922, Pudovkin descrisse un presunto esperimento che fu realizzato insieme a Lev Kulešov. Esso, secondo la descrizione di Pudovkin, consisteva nella selezione di una sequenza con primo piano del viso del noto attore Ivan Mozžuchin, che non esprimesse alcuna emozione particolare, unito a frammenti di altre pellicole d'archivio.
Si generarono così tre diverse combinazioni. Nella prima, dopo il primo piano dell'attore, veniva mostrato un piatto di zuppa sulla tavola, in modo che sembrasse che Mozžuchin lo stesse guardando. Nella seconda, l'immagine del piatto venne sostituita con quella di una donna in una bara. Nella terza si utilizzò invece una bambina intenta a giocare con un orsacchiotto. In seguito, le combinazioni furono mostrate al pubblico. Gli spettatori ebbero la sensazione che di fronte alla zuppa il viso di Mozžuchin esprimesse appetito, che di fronte alla bara esprimesse tristezza e che di fronte alla bambina esprimesse gioia, ma in tutti e tre i casi l'espressione era la stessa. Kulešov chiamò "geografia creativa" la creazione di questa narrativa visuale coerente tramite il montaggio di vari spezzoni di pellicola già esistenti.

## Spiegazione
L'effetto Kulešov è forse l'esempio più importante di sintassi filmica. Il pubblico proietta le proprie emozioni sul viso dell'attore, basandosi su canoni di rappresentazione delle espressioni, sicché le successive inquadrature della zuppa, della bara e della bambina portano a metterle in relazione con i corrispondenti sentimenti di appetito, tristezza e felicità. L'effetto percettivo prodotto dalla successione di immagini è rapido, inconscio e quasi automatico: ordinando le inquadrature di una scena in una particolare sequenza, la pellicola induce aspettative negli spettatori.
Riguardo all'ordine delle immagini, la psicologia della Gestalt spiega che la giustapposizione consecutiva di immagini tende a suggerire, alla grande maggioranza delle persone, che esse siano in relazione. Vedendo le immagini, vengono formulate ipotesi immediate sul significato narrativo degli eventi e inconsciamente li si mette in connessione. In altre parole, collocando un'immagine o sequenza prima di un'altra si costruisce tra esse un'unione semantica.
In questo modo, Lev Kulešov dimostrò che la manipolazione del contesto può alterare la percezione del pubblico dell'espressione facciale dell'attore (e quindi dei suoi pensieri e sentimenti), alterazione possibile attraverso la creazione delle aspettative.